# Comuna Dalboșeț, Caraș-Severin
Dalboșeț (în maghiară: Dalbosfalva, în germană: Dalboschetz) este o comună în județul Caraș-Severin, Banat, România, formată din satele Bârz, Boina, Boinița, Dalboșeț (reședința), Prislop, Reșița Mică și Șopotu Vechi.

## Demografie
Componența etnică a comunei Dalboșeț
     Români (91,35%)
     Romi (1,98%)
     Alte etnii (0,22%)
     Necunoscută (6,45%)
Componența confesională a comunei Dalboșeț
     Ortodocși (88,64%)
     Baptiști (3,52%)
     Alte religii (1,25%)
     Necunoscută (6,6%)
Conform recensământului efectuat în 2021, populația comunei Dalboșeț se ridică la 1.364 de locuitori, în scădere față de recensământul anterior din 2011, când fuseseră înregistrați 1.650 de locuitori. Majoritatea locuitorilor sunt români (91,35%), cu o minoritate de romi (1,98%), iar pentru 6,45% nu se cunoaște apartenența etnică. Din punct de vedere confesional, majoritatea locuitorilor sunt ortodocși (88,64%), cu o minoritate de baptiști (3,52%), iar pentru 6,6% nu se cunoaște apartenența confesională.

## Politică și administrație
Comuna Dalboșeț este administrată de un primar și un consiliu local compus din 11 consilieri. Primarul, Florin Curița[*], de la Partidul Social Democrat, este în funcție din octombrie 2020. Începând cu alegerile locale din 2024, consiliul local are următoarea componență pe partide politice:
|  | Partid                          | Consilieri | Componența Consiliului | Componența Consiliului | Componența Consiliului | Componența Consiliului | Componența Consiliului |
|  | ------------------------------- | ---------- | ---------------------- | ---------------------- | ---------------------- | ---------------------- | ---------------------- |
|  | Partidul Social Democrat        | 5          |                        |                        |                        |                        |                        |
|  | Partidul Mișcarea Populară      | 1          |                        |                        |                        |                        |                        |
|  | Partidul Puterii Umaniste       | 1          |                        |                        |                        |                        |                        |
|  | Uniunea Salvați România         | 1          |                        |                        |                        |                        |                        |
|  | Partidul Național Liberal       | 1          |                        |                        |                        |                        |                        |
|  | Alianța pentru Unirea Românilor | 1          |                        |                        |                        |                        |                        |
|  | Partidul S.O.S. România         | 1          |                        |                        |                        |                        |                        |

## Atracții turistice
- Situl arheologic de la Dalboșeț
- Situl arheologic de la Șopotu Vechi